# Syllectra mirandalis
Syllectra mirandalis là một loài bướm đêm trong họ Erebidae.